# Mestna avtobusna linija št. 10 (Ljubljana)
Mestna avtobusna linija številka 10 ZADOBROVA - BESNICA obr. je ena izmed 34 avtobusnih linij javnega mestnega prometa v Ljubljani. Ima značaj povezovalne (prestopne) linije in povezuje Podgrad preko Zaloga z Zadobrovo. Z linije je mogoč prestop na avtobusne linije št. 11, 11B, 24, 25 in 26, ki vozijo v center in ostale mestne predele.

## Zgodovina
Naselje Podgrad v ČS Polje je bilo dolga leta brez proge mestnega avtobusnega prometa (najbližje postajališče je bilo Zadružni dom na progi št. 11 v Zalogu). Podjetje SAP Ljubljana je tako medkrajevno progo Tuji grm - Ljubljana zaradi zaposlenih v tovarni Arbo in takratni Emonini klavnici v nekaterih odhodih speljalo mimo Zaloga do Podgrada. Ko je leta 2003 linijo prevzelo podjetje LPP, je sprva ohranilo jutranjo vožnjo avtobusa do Podgrada, a jo je po nekaj letih ukinilo. Do 14. novembra 2022, ko je avtobus je prvič zapeljal po novi mestni liniji, je bilo naselje brez redne avtobusne povezave. 26. junija 2023 so linijo podaljšali od Podgrada do Besnice.

## Trasa
Cesta 645 - Besnica - Podgrajska cesta - Cesta v Kresnice - Zaloška cesta - Agrokombinatska cesta - Hladilniška pot - Industrijska cesta - Sneberska cesta - Zadobrovška cesta.

## Režim obratovanja
Linija obratuje ob delovnikih, redno vozi med 05:20 in 15:50, nato obratuje samo na klic.
Izhodišča za izletniške točke
S postajališča Ostrovrhar se je možno peš podati na naslednje izletniške točke v bližnji in daljni okolici:
- 6 km dolga Ostrovrharjeva pohodna pot

S postajališča Pod Debnim vrhom:
- vzpon na Debni oz. Debenji vrh